# Поклевский-Козелл, Иван Альфонсович
Иван Альфонсович Поклевский-Козелл (рус. дореф. Иванъ Альфонсовичъ Поклевскій-Козеллъ; 1865, Талицкий завод, Пермская губерния — 1925, Краков) — российский предприниматель, екатеринбургский I гильдии купец, общественный деятель. Представитель литовского дворянского рода Козелло-Поклевских. 

## Биография
Иван-Казимир Альфонсович Поклевский-Козелл родился в 1865 году в селе Талицкий завод Талицкой волости Камышловского уезда Пермской губернии, ныне город Талица — административный центр Талицкого городского округа Свердловской области. Отец — преуспевающий уральский предприниматель Альфонс Фомич Поклевский-Козелл (1809/10—1890).
Окончил Императорский Александровский лицей. Современники упоминали о безудержных кутежах, которые устраивали братья Поклевские. В журнале «Театр и искусство» за 1906 год безымянный автор писал: «От знакомых я узнал потом, как безумствовали эти два брата Поклевские-Козелл, сколько прожили миллионов, сколько было проиграно денег в Монте-Карло, в Петербурге и Белокаменной». Служил в Главном управлении государственного коннозаводства под руководством графа И. И. Воронцова-Дашкова. Неизвестно, как долго длилась эта служба, но он сумел проявить себя как хороший специалист, обрел связи и положение среди коннозаводчиков, что позволило усовершенствовать собственное предприятие и успешно пропагандировать идеи, связанные с развитием на Урале конного спорта и улучшением пород скота. Современники считали И. А. Поклевского обаятельным человеком, прекрасно разбирающимся в искусстве, щедрым, любящим жизнь. Семьи не создал. Дольше всего длился роман с актрисой Художественного театра Надеждой Тарлецкой, ставшей его гражданской женой.

### Предпринимательская деятельность
По воле Альфонса Фомича Поклевского-Козелл, после его смерти основная часть движимого и недвижимого имущества перешла в собственность Викентия, Ивана и Станислава. В 1890 году братья учредили торговый дом «Наследники А. Ф. Поклевского-Козелл». «В основной капитал этого нашего товарищества поступают все заводы, фабрики, торговые представительства, все рудные и золотые промыслы, а равно все движимое имущество, перешедшее в нашу собственность по наследству, в чем бы оное не оказалось, кроме наличных денег. Все движимое имущество, товары и материалы, вносимое нами в Торговый Дом, оцениваем приблизительно в 120 тыс. руб.; а недвижимые имения, доставшиеся нам по завещанию от умершего отца нашего Альфонса Фомича Поклевского-Козелл и принадлежащее нам на праве собственности в равных частях передаются нами в безвозмездное пользование ныне учреждаемого нами Торгового Дома до тех пор, пока он не прекратит свое существование». Срок действия семейной фирмы братья не устанавливали, но оговаривали, что в течение первых десяти лет никто не имеет права выйти из ее состава. Нарушивший это условие получает 240 тыс. руб. наличными, чем и заканчиваются всякие расчеты. Если один из членов фирмы был бы недоволен ведением дел, то он мог выйти из фирмы с согласованной долей имущества, составляющей 1/3 всего состояния».
В 1891 году Иван Альфонсович открыл в Бикбарде Аряжской волости Осинского уезда Пермской губернии конный завод, некоторые лошади которого, отправленные в 1898 году на всероссийскую выставку коннозаводства, были отмечены малой серебряной и бронзовой медалями. Кроме того, Иван Альфонсович стал ежегодно проводить в Бикбарде выставки крестьянских лошадей, поощряя лучших денежными премиями. Крестьяне оценили и другую форму помощи коннозаводству: при своем заводе Поклевский завел восемь кровных производителей для улучшения породы крестьянских лошадей, причем случка была бесплатной.
В 1898 году Иван Альфонсович пожелал выделиться из торгового дома и затребовал свою долю имущества. Ему были выделены Холуницкие и Залазнинские железоделательные заводы и Бикбардинское имение с конным и винокуренным заводами. Как предприниматель не состоялся, был страстным, азартным игроком.
В 1902 году Пермский окружной суд признал владельца И. А. Поклевского несостоятельным должником. Общая задолженность составляла свыше 3 млн руб. После краха уехал из России. В качестве адреса для корреспонденции фигурировал курортный городок Мерано Княжеского округа Тироль Австро-Венгрии (ныне в провинции Больцано автономной области Трентино-Альто-Адидже Итальянской Республики). Ежегодно получал от братьев пособие в 1000 рублей. В Россию он не вернулся.

### Общественная деятельность
Почётный член Уральского общества любителей естествознания (1890). Сотрудничал с другими общественными организациями. Оказывал помощь уральским комитетам Российского общества Красного Креста. В 1900 году был награждён знаком Красного Креста. В 1900 году избран почетным попечителем Шадринского земского училища. В 1891—1904 годах был почетным членом Пермского губернского попечительства детских приютов. В 1899—1903 годах являлся почетным попечителем Пермской мужской классической гимназии, 1899—1904 — почетным членом екатеринбургского отделения Горного попечительства детских приютов, 1895—1905 — попечителем Осинского уездного попечительства о тюрьмах, 1900—1904 — почетным мировым судьей по Осинскому уезду. С 1897 года Иван Альфонсович исполнял обязанности члена-соревнователя Осинского уездного попечительства о народной трезвости.
В 1899 году был одним из учредителей Екатеринбургской публичной библиотеки им. В. Г. Белинского. Кроме того в разные годы был попечителем Буткинского начального училища (Шадринский уезд) и Бикбардинского начального училища (Осинский уезд), почётным членом Екатеринбургского общества охотников конского бега, Пермской мужской гимназии. Пожизненный член Пермского научно-промышленного музея (с 1898).
Почётный член Екатеринбургского общества любителей конского бега (1900-е). Екатеринбургское общество любителей конского бега, основанное в 1885 году, было первой и крупнейшей спортивной организацией дореволюционного Екатеринбурга. Тогда же в городе появилось первое спортивное сооружение — ипподром, построенный по подписке. К концу XIX века Общество пришло в упадок. Иван Альфонсович был среди тех, кто принял самое горячее участие в реанимации спортивной организации. Чтобы оживить её деятельность, решено было устраивать бега с хорошим призовым фондом, а также устроить тотализатор. Используя свой авторитет среди коннозаводчиков, он привлек к скачкам многих любителей конских бегов. Кроме того, он и сам нередко становился участником состязаний на екатеринбургском ипподроме, выставляя на бега своих лошадей. Стремясь привлечь как можно больше участников, И. А. Поклевский время от времени учреждал призы для победителей заездов. Неоднократно Иван Альфонсович и его братья Викентий и Станислав заявляли к участию в бегах своих лошадей. Борьба была честной и азартной. У Поклевских были серьёзные конкуренты, и не всегда их лошади брали главные призы.
По сведениям семьи Поклевских, Иван Альфонсович Поклевский-Козелл умер в 1925 году в городе Кракове Краковского воеводства Польской Республики, ныне Столичный королевский город Краков — административный центр Малопольского воеводства Республики Польша. Похоронен на Раковицком кладбище города Кракова.

## Награды
- Императорский орден Святой Анны II степени, 1902 год
- Императорский и Царский Орден Святого Станислава II степени, 1988 год
- Золотой знак Российского общества Красного Креста, 1900 год
- Благодарности попечителя Оренбургского учебного округа: 1894 год, 1898 год, 1899 год, 1900 год

## Семья
- Отец Альфонс Фомич Поклевский-Козелл (1809/10—28 августа (9 сентября)  1890 года)
- Мать Анжелина Иосифовна (урожд. Рымша, 1830—1901).
- Братья и сестра[9]:
  - Альфонс (1851—1916),
  - Викентий-Станислав (1853—19 августа 1929),
  - Анна-Антонина (1860—5 (18) декабря 1908 года), муж Антон Егорович Ризенкампф (25 апреля (7 мая)  1849 года—13 (26) сентября 1919 года)
  - Иосиф-Казимир (1862—1925),
  - Станислав (1868—1939)
- Иван Альфонсович семьи не создал. Дольше всего длился роман с актрисой Художественного театра Надеждой Тарлецкой, ставшей его гражданской женой.